# Crudismo
Il crudismo indica un insieme di pratiche alimentari, molto diverse tra loro, con in comune il rifiuto per qualsiasi trattamento fisico, chimico o di altra natura, sugli alimenti, che alteri le loro proprietà nutrizionali naturali o di origine. Alla base del crudismo vi sono motivazioni legate al nutrizionismo, al salutismo e al misticismo della natura.

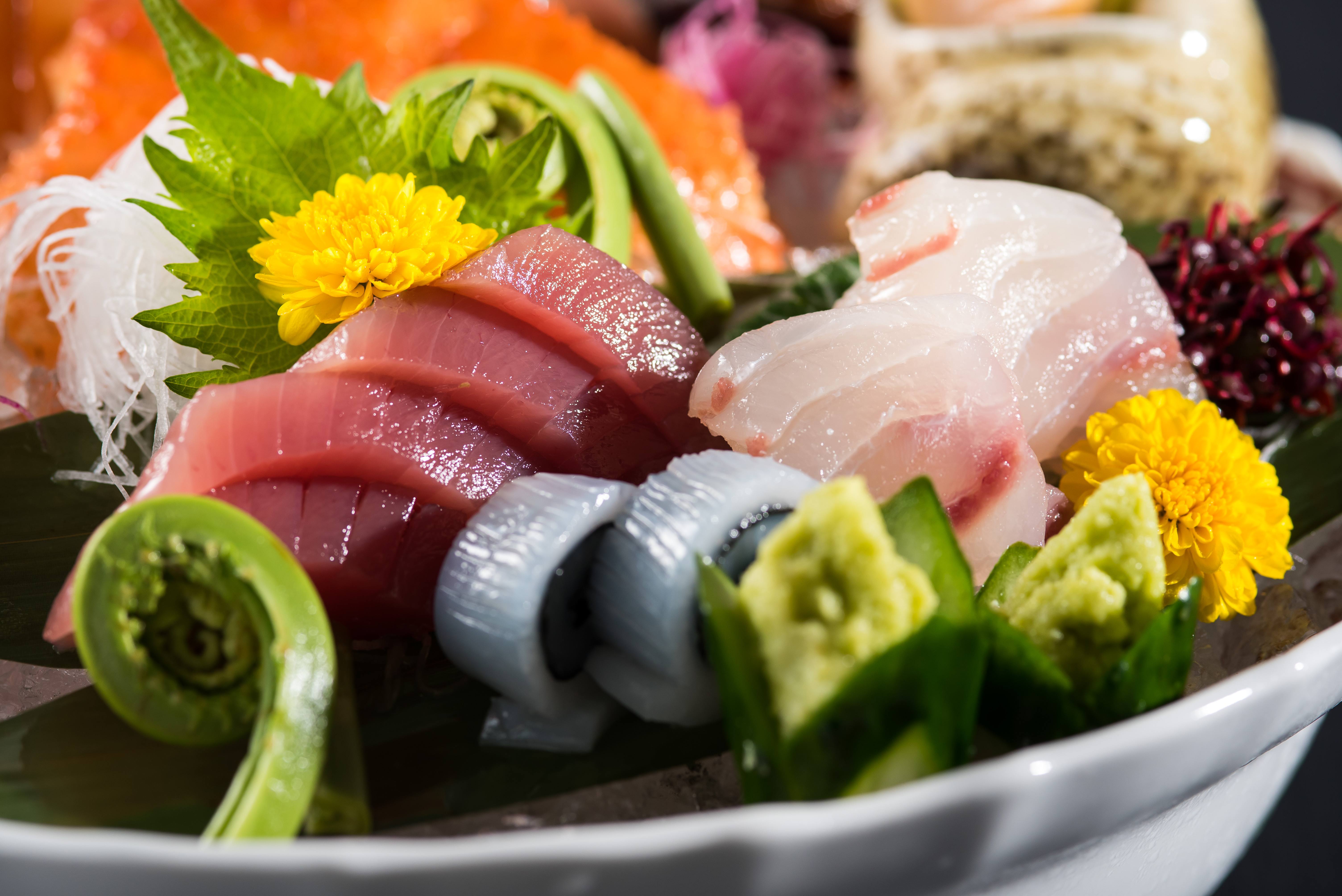
Il sashimi è un piatto della cucina giapponese che viene realizzato con pesce crudo e verdure crude

## Caratteristiche
Ogni dieta crudista prevede, esclusivamente o prevalentemente, il consumo di alimenti crudi e di stagione, non lavorati e non trattati, e spesso provenienti da agricolture e allevamenti biologici ed a chilometro zero.
A seconda del tipo di stile di vita e dei risultati desiderati, una dieta crudista può includere sia alimenti di origine vegetale che alimenti di origine animale.
Il crudismo può includere qualsiasi dieta alimentare che rifiuti ogni trattamento del cibo che alteri i valori nutrizionali, ma permette invece qualsiasi altro trattamento che li lasci inalterati. Vengono quindi ammessi tutti i prodotti artigianali derivati dal solo trattamento meccanico e dal solo trattamento termico con una temperatura massima non superiore a 42°C (107,6°F) ed una temperatura minima non inferiore ad 1 °C (33,8 °F). Quando la temperatura sale sopra i 43 °C infatti ha inizio la denaturazione delle proteine irreversibile e quindi comincia la degradazione dei nutrienti. Per quanto si tratti di una temperatura relativamente modesta basti pensare che una piressia (febbre e ipertermia) che causi nell'individuo il superamento dei 43 °C porta alla morte del soggetto, mentre una ipertermia controllata a pari temperatura viene utilizzata in oncologia per uccidere le cellule tumorali. Quando invece la temperatura scende sotto i 0 °C i liquidi contenuti negli alimenti possono cominciare a formare cristalli di ghiaccio che rompono le membrane cellulari alterando i cibi e le loro proprietà.
Al posto dei trattamenti di cottura e di congelamento però i cibi possono essere tagliati, affettati, frullati, centrifugati, spremuti, marinati, essiccati, riscaldati, raffreddati, eccetera. Oltre le normali posate da tavola per uso personale, è quindi permesso l'uso di centrifughe, frullatori, estrattori, essiccatori, spiralizzatori, scaldavivande, frigoriferi, eccetera. Nel crudismo vengono invece esclusi tutti i prodotti industriali in commercio e i vegetali OGM.

## Tipologie di diete crudiste
Da ogni dieta può derivare una sua variante crudista, semplicemente sovrapponendo ai principi di base di una dieta scelta quelli del crudismo. Quindi si potrebbe avere il crudismo pescetariano, il crudismo pollotariano, il crudismo semivegetariano, ecc. La più diffusa dieta crudista è quella vegana.

### Crudismo fruttariano
Il crudismo fruttariano o crudo-fruttarismo è un'alimentazione che si basa sul consumo, purché a crudo, di sola frutta, come la mela, e di soli ortaggi a frutto, come il pomodoro. Poiché la grande maggioranza dei frutti crudi sono, non soltanto commestibili e digeribili, ma anche appetibili, basare la propria dieta solo su frutti dà vita ad una alimentazione che si avvicina molto al crudismo. Pur essendo due principi distinti, il fruttarismo tende quindi a convergere con il crudismo e nella realtà è vero che molti fruttariani scelgono di essere anche crudisti, prevedendo esclusivamente o prevalentemente il consumo di frutti crudi.. Nel crudismo fruttariano vengono esclusi i prodotti in commercio derivati dai frutti come marmellate e succhi, bevande alcoliche come il sidro ed il vino e, infine, condimenti come l'olio e l'aceto.
Non sono permessi anche il sale da cucina ed il bicarbonato di sodio. Vengono valorizzate invece le proprietà nutrizionali della buccia dei frutti (limone, arancia, ecc.).

### Crudismo vegano
Il crudismo vegano è una dieta costituita da alimenti di origine vegetale non trasformati. I cibi non possono essere esposti a temperature superiori a 40 °C (104 °F). Alcuni crudisti vegani come Douglas Graham ritengono che i cibi cotti al di sopra di questa temperatura perdano molto del loro valore nutrizionale e siano meno salutari o addirittura dannosi per l'organismo.
Essi sostengono che i cibi crudi abbiano enzimi naturali, fondamentali per la costruzione di proteine e per la ricostruzione del corpo, e che il riscaldamento di questi alimenti uccida tali enzimi e produca tossine.
I piatti tipici di questa dieta comprendono frutta, verdura, noci, semi, cereali germogliati e legumi.
Esistono diversi sottogruppi della dieta crudista vegana, come i juicearians e gli sproutarians.  I Juicearians (da juice, termine inglese per succo di frutta) assumono i cibi vegetali crudi in forma di succo. Gli Sproutarians invece praticano una dieta a base principalmente di semi germogliati.

### Crudismo vegetariano
Il crudismo vegetariano è una dieta che esclude la carne (compresa la selvaggina e sottoprodotti come la gelatina animale) ed il pesce (compresi crostacei e altri animali marini). È permessa invece l'assunzione di qualunque prodotto derivato dagli animali, il cui ottenimento non ne causi la morte. Ne sono esempi il latte, le uova, i prodotti di alveare, eccetera. L'alimentazione comunemente comprende frutta, verdura, germogli, noci, semi, cereali, legumi, latticini, uova e miele. Esistono diverse varianti di questa dieta..

### Crudismo onnivoro
Il crudismo onnivoro comprende ogni alimento che possa essere mangiato crudo, con un bilanciamento tra i cibi di origine animale e quelli di origine vegetale. Sono dunque ammessi carne, frattaglie e uova non lavorate, latticini crudi, alimenti invecchiati come l'uovo centenario, piatti fermentati a base di carne, pesce, frutti di mare o Kéfir, così come verdure, frutta, germogli, noci e miele. In genere sono esclusi cereali crudi, fagioli crudi e soia non lavorata. Tutti i cibi consumati non vengono riscaldati a temperature superiori a 40 °C (104 °F).
I crudisti onnivori ritengono che i cibi cotti al di sopra di questa temperatura perdano molto del loro valore nutrizionale ed anzi siano dannosi per l'organismo. Sostengono anche che le carni crude dovrebbero essere di animali allevati allo stato brado o di selvaggina e non di animali provenienti da allevamento intensivo.
Esempi di diete crudiste onnivore sono la Primal Diet e l'anopsology (altrimenti nota come Istinctive Eating o Instincto).
La Primal Diet è una dieta composta da carni grasse, frattaglie, latticini, miele, quantità minime di succhi di frutta, verdura, crema di cocco e ad altri cibi crudi. L'ideatore della Primal Diet è Aajonus Vonderplanitz. Vonderplanitz ha stimato che nel solo Nord America sono circa 20.000 i seguaci della sua dieta. Vonderplanitz ha scritto diversi libri legati alla sua dieta, tra cui The Recipe for Living Without Disease (La ricetta per vivere senza malattie) e We Want To Live (Noi vogliamo vivere).

### Crudismo carnivoro
Il crudismo carnivoro prevede il consumo prevalente di carni e cibi di origine animale, con solo un limitato apporto di cibi di origine vegetale, e tutto esclusivamente crudo.
La Raw Meat Diet, altrimenti nota come Raw, Paleolithic Diet, è una versione crudista della paleodieta (che invece ammette anche cibi cotti) e ammette grandi quantità di alimenti crudi di origine animale, in particolare sono consumati crudi carne, frattaglie, frutti di mare e uova. Sono ammessi vegetali, ma vanno evitati alimenti non paleolitici, come il latte crudo, i cereali ed i legumi.
Un certo numero di diete tradizionali di popolazioni indigene consisteva di grandi quantità di carni crude, frattaglie e bacche. Esempi di questo tipo di alimentazione sono la dieta tradizionale dei Nenci e degli Inuit.

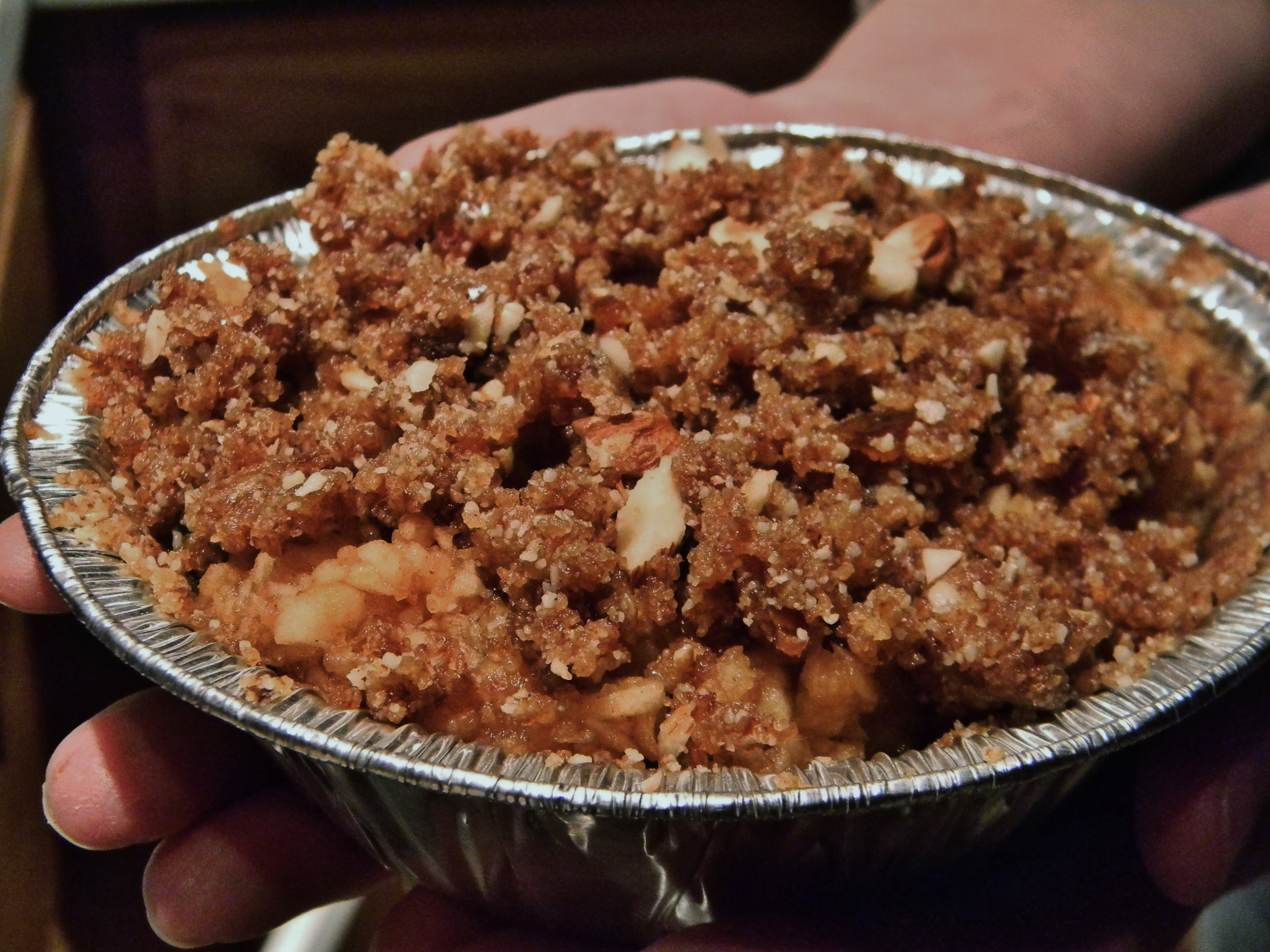
Dolce crudista vegano a base di mele

## Storia
L'assunzione di cibi crudi come trattamento dietetico fu sviluppato per la prima volta in Svizzera dal medico Maximilian Bircher-Benner, celebre per essere l'inventore del muesli. Dopo essere guarito dall'ittero grazie ad una dieta a base di mele crude, Bircher-Benner condusse esperimenti sugli effetti sulla salute umana di una dieta a base di vegetali crudi. Nel novembre del 1897 aprì a Zurigo una casa di cura chiamata Lebendige Kraft (Forza Vitale). Il nome si rifaceva ad un termine chiave di un movimento tedesco per la riforma dello stile di vita, che affermava che le persone dovrebbero modellare la loro vita seguendo la logica determinata dalla natura. La casa di cura è ancora attiva.
Weston Price, nel suo lavoro del 1939 dal titolo Nutrition and Physical Degeneration (Nutrizione e Degenerazione Fisica), osserva la degenerazione dentaria che subì la prima generazione di bambini che abbandonarono i cibi tradizionali, densi di nutrimenti, ed in particolare il latte crudo non lavorato. Price osservò che i genitori dei bambini della prima generazione presentavano un ottimo sviluppo della mascella e denti in salute, mentre i loro figli presentavano malocclusioni e carie. Price attribuì tale peggioramento alle nuove abitudini alimentari, che non apportavano i sufficienti nutrimenti.
Il libro di Leslie Kenton dal titolo Raw Energy - Eat Your Way to Radiant Health, pubblicato nel 1984, sostiene un'alimentazione a base di germogli, semi, verdure e succhi freschi. Il libro riunisce una ricerca sul crudismo col suo supporto alla salute umana. Nel libro viene citata una dieta ricca di semi germogliati come segreto della lunga vita degli Hunza e la dieta a base di succo di frutta che, accoppiata a metodi di disintossicazione, era usata dal medico Max Gerson per curare il cancro nei suoi pazienti. Nel libro si sostiene che una dieta che comprenda un 75% di cibi crudi consenta di prevenire malattie degenerative, rallentare gli effetti dell'invecchiamento, aumentare l'energia e migliorare l'equilibrio emotivo del singolo.
Altri importanti sostenitori della dieta crudista vissuti all'inizio del XX secolo furono Ann Wigmore, Herbert Shelton, e Norman Walker.

## Vantaggi del crudismo
Secondo i sostenitori del crudismo, i vantaggi di questa dieta sarebbero:
- Gli enzimi digestivi contenuti negli alimenti crudi, ad esempio l'amilasi, la proteasi e la lipasi, aiutano la digestione. Riscaldando il cibo al di sopra dei 40-49 °C (104-120 °F) gli enzimi in esso contenuto si degradano fino a distruggersi[26].
- I cibi crudi hanno valori nutritivi più alti di quelli cotti[27][28][29].
- Alimenti e bevande irritanti o stimolanti come il caffè, l'alcool e il tabacco sono sconsigliati.
- I grassi e gli oli riscaldati possono produrre acidi grassi trans[30]. La cottura dei cibi produce una glicazione avanzata del prodotto finale (glicotossine, si veda anche la reazione di Maillard)[31].
- I cibi crudi, come frutta e verdura, sono ricchi di antiossidanti che contribuiscono a ritardare i segni dell'invecchiamento. Il dottor Joel Fuhrman, autore di Eat to Live (Mangiare per vivere), sostiene che le verdure della famiglia delle Brassicacee (come il cavolo), posseggono da crude i più potenti effetti anti-cancro fra tutti gli alimenti. Sostiene inoltre che la maggior parte dei fitonutrienti assolvono la funzione di antiossidanti, neutralizzando i radicali liberi, rendendoli innocui e riducendo il rischio di cancro. Questa proprietà, la neutralizzazione dei radicali liberi, è presente nei cibi crudi ed in quelli di origine alcalina, e rende i frullati di questi delle potenti bevande antiossidanti.[32]

## Pericoli per la salute
La dieta crudista può comportare dei pericoli. La cottura è infatti in grado di evitare patologie come la toxoplasmosi e gastroenteriti; essa elimina o rende inattivi diversi microorganismi, alcaloidi tossici e tossine. Fra i microorganismi patogeni resi innocui dalla cottura del cibo si ricordano Entamoeba histolytica, Giardia lamblia, Clostridium botulinum, Bacillus cereus, Salmonella typhi e paratyphi, Staphylococcus aureus. Delle tossine possono per esempio essere contenute dai cereali non cotti, mentre degli alcaloidi tossici si trovano, sempre ad esempio, nelle melanzane.
L'ingestione di cibi crudi può inoltre rendere più difficile l'assimilazione dei nutrienti, come nel caso del betacarotene, che viene assimilato più facilmente dopo la cottura.

### Intossicazioni alimentari
L'intossicazione alimentare è un pericolo per la salute di chiunque si alimenti di cibo crudo e l'incremento della domanda di cibi crudi si accompagna a una maggiore incidenza di malattie dovute al cibo, specialmente per carne, pesce e frutti di mare crudi. Insorgenze di gastroenterite tra i consumatori di prodotti animali crudi e sottocotti (compresi affumicati, sottaceto o essiccati) sono ben documentati e includono carne cruda, interiora crude, pesce crudo (sia di mare che d'acqua dolce), frutti di mare, latte crudo e prodotti fatti con latte crudo, e uova crude.
L'avvelenamento alimentare attribuito a prodotti crudi contaminati è aumentato dieci volte a partire dagli anni 1970.  Insalata, lattuga, succo, melone, germogli e bacche erano i più frequentemente implicati nelle insorgenze.
Molti prodotti crudi da piante sono stati contaminati da microorganismi pericolosi e perfino mortali,, compresi il pepe jalapeño e serrano, germogli di alfalfa e altri semi germogliati, cipolle verdi, spinaci, lattuga, succo d'arancia, succo di mela e altri succhi di frutta non pastorizzati.
La richiesta di latte non pastorizzato, o crudo, è in aumento fra i consumatori preoccupati da sostanze chimiche, ormoni e farmaci. Alcuni credono che la pastorizzazione denaturi enzimi e proteine e uccida batteri benefici. Secondo la FDA, alcuni dei benefici proclamati da alcuni fautori del latte crudo non esistono.
Fautori della casearia cruda hanno affermato che le agenzie governative sono pesantemente parziali contro i prodotti caseari crudi, fornendo fatti incompleti o statistiche erronee.

### Deficit nutrizionali
La pianificazione di una dieta crudista vegana richiede cura estrema, specialmente nel caso dei bambini. I crudisti credono che, con abbastanza valore energetico, acidi grassi essenziali, amminoacidi essenziali, vitamine e minerali, varietà e densità, gente di tutte le età possano mangiare cibi crudi con successo. Il Dr. Joel Fuhrman, autore di Disease-Proof Your Child, ritiene che una dieta completamente crudista e vegana potrebbe non contenere abbastanza vitamina B12, vitamina D e calorie per un bambino in crescita. Fuhrman nutrì i suoi quattro figli con verdure cotte e crude, frutta, noci, cereali, legumi e, occasionalmente, uova.
Uno studio riguardante praticanti di diete vegane crudiste di varie intensità trovò che il 30% delle donne al di sotto dei 45 anni presentava amenorrea parziale o completa e che i "soggetti nutrentisi di alti quantitativi di cibo crudo (>90%) ne erano affetti più frequentemente di chi praticava una dieta di cibo crudo più moderata". Lo studio concluse che, poiché molti praticanti di una dieta crudista erano sottopeso e manifestavano amenorrea, "una dieta vegana crudista molto stretta non può essere raccomandata a lungo termine".

## Preparazione del cibo
Molti degli alimenti previsti dalla dieta crudista sono semplici da preparare, come frutta, insalata, carne e latticini. Altri alimenti possono invece richiedere un'avanzata preparazione prima di poter essere consumati. Il riso ed alcuni altri cereali, ad esempio, devono essere germogliati oppure stare in ammollo una nottata per essere ammorbiditi e quindi più digeribili. Molti crudisti sostengono che sia meglio tenere in ammollo anche noci e semi, così da attivare i loro enzimi e disattivare gli inibitori. La quantità di tempo in ammollo varia a seconda del tipo di noci e semi.
La preparazione di ricette crudiste richiede di solito un frullatore, un robot da cucina, uno spremiagrumi ed un disidratatore. A seconda della ricetta, alcuni alimenti (come crackers, pane e biscotti) potrebbero richiedere la disidratazione. Questo processo, che produce cibi crudi con il sapore e la consistenza di quelli cotti, è lungo. Molti crudisti preferiscono fare a meno di queste ricette, in quanto non è sentita l'esigenza di emulare le diete tradizionali né di aumentare la vendita di elettrodomestici da cucina.
Il congelamento degli alimenti è accettato solo da taluni, in quanto riduce l'attività enzimatica. Questo ha portato la maggioranza dei crudisti a ritenere il congelamento una pratica nociva, anche se non quanto la cottura. Poiché i semi crudi e le noci sono vulnerabili alla muffa ed all'irrancidimento, i prodotti crudi a base di questi ingredienti possono essere conservati in frigorifero per mantenere ottimale il loro valore nutrizionale ed il gusto, nonché per ridurre al minimo l'ossidazione causata da noci e semi irranciditi.

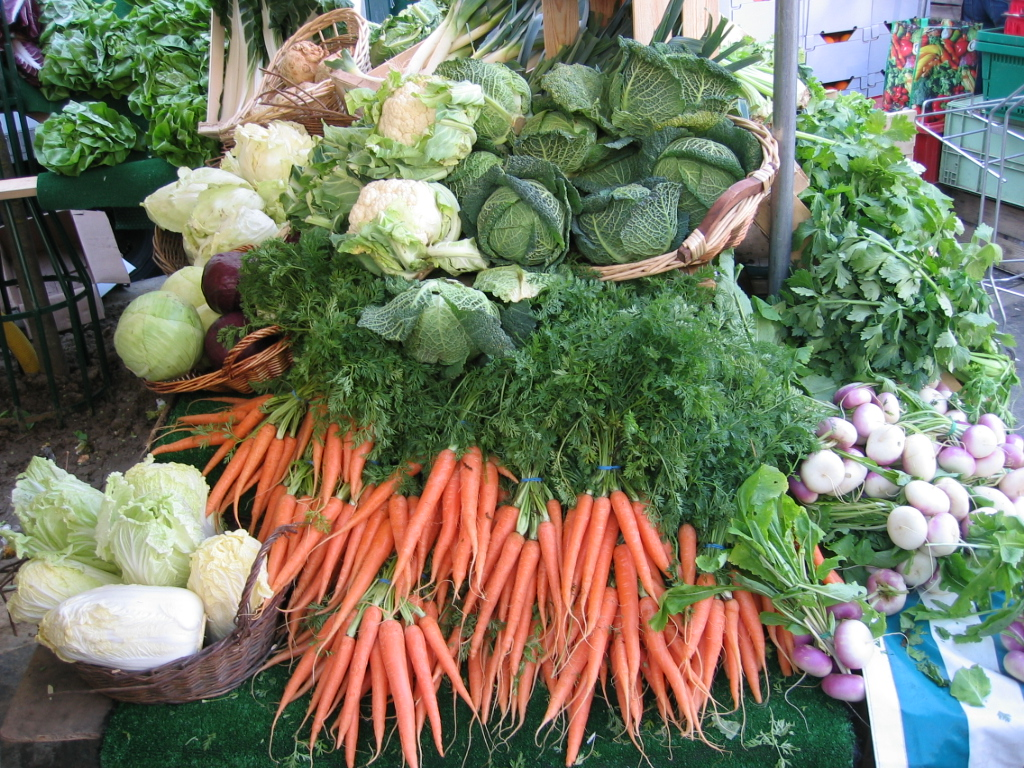
Verdure esposte in un mercato

## Movimento crudista
I pionieri del crudismo furono St. Louis Estes, Edmund Bordeaux Szekely, Johnny Lovewisdom, Ann Wigmore e Viktoras Kulvinskas (co-fondatori dell'Hippocrates Health Institute), Arnold Ehret (autore e sostenitore del digiuno), Aris Latham (della Sunfired Foods, Inc., noto come il padrino dei cibi crudi), Arshavir Ter Hovannessian e Norman Walker (sostenitore del consumo di succhi di vegetali).
Il movimento crudista contemporaneo vanta numerosi sostenitori, inclusi molti celebri chef, studiosi e docenti, come il Dr. Douglas Graham, Rene Oswald, Matthew Kenney, Tonya Zavasta, Alissa Cohen, Aris La Tham, Aajonus Vonderplanitz e Joy Elia.
Molte personalità del mondo dello spettacolo sono crudisti, tra cui Demi Moore, Woody Harrelson, Jason Mraz, Ben Vereen e Carol Alt. Woody Harrelson ha pubblicato libri sulla dieta crudista, recitato in film a sfondo crudista, è il creatore di un sito web dedicato al crudismo ed è il proprietario di O2, un ristorante che serve solo piatti crudisti. La modella e attrice Carol Alt è una crudista onnivora e ha scritto diversi libri a riguardo della sua scelta alimentare e del suo stile di vita.
L'interesse per il movimento crudista è in continua crescita ed è particolarmente diffuso in Australia e negli stati della zona occidentale degli Stati Uniti d'America, come la California. In Europa rimane una novità, anche se alcuni ristoranti crudisti hanno aperto nel Regno Unito, in Germania ed in diverse grandi città di altri stati. Numerosi sono i libri di cucina crudista pubblicati finora.
Supercharge Me! 30 Days Raw è un documentario sul crudismo girato da Jenna Norwood, un'ex-consulente di pubbliche relazioni diventata regista indipendente, ausiliaria socio-assistenziale e chef crudista. Nel film, ispirato a Super Size Me di Morgan Spurlock, la Norwood si sottopone ad un regime alimentare strettamente crudista per 30 giorni, documentandone l'effetto sulla sua salute.